# Stalne (rejon dżankojski)
Stalne (ukr. Стальне, ros. Стальное, Stalnoje) – wieś na Ukrainie, w Autonomicznej Republice Krymu (de iure stanowiącej integralną część państwa ukraińskiego, w 2014 anektowanej przez Rosję i odtąd funkcjonującej jako Republika Krymu), w rejonie dżankojskim. W 2001 liczyła 1306 mieszkańców, wśród których 279 wskazało jako ojczysty język ukraiński, 805 rosyjski, 213 krymskotatarski, 1 ormiański, a 8 inny. Według spisu ludności przeprowadzonego przez okupacyjne władze rosyjskie populacja wsi w 2014 wynosiła 1125 osób.